# 馬來貘
馬來貘（学名：Tapirus  indicus）又名亚洲貘、印度貘，是貘屬下的一個種，屬於奇蹄目貘科。馬來貘為現存5種貘中體型最大的物種，也是唯一生活於亞洲的現存物種。

## 形態

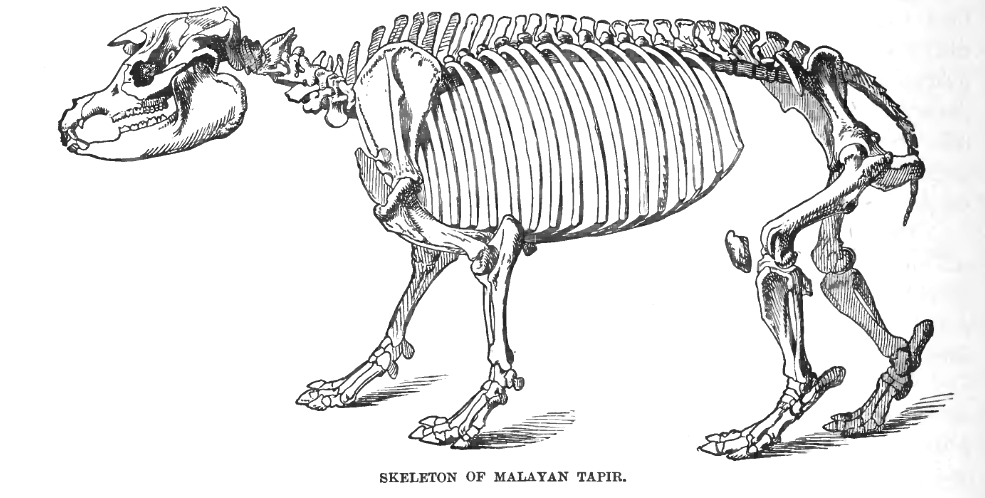
全身骨架

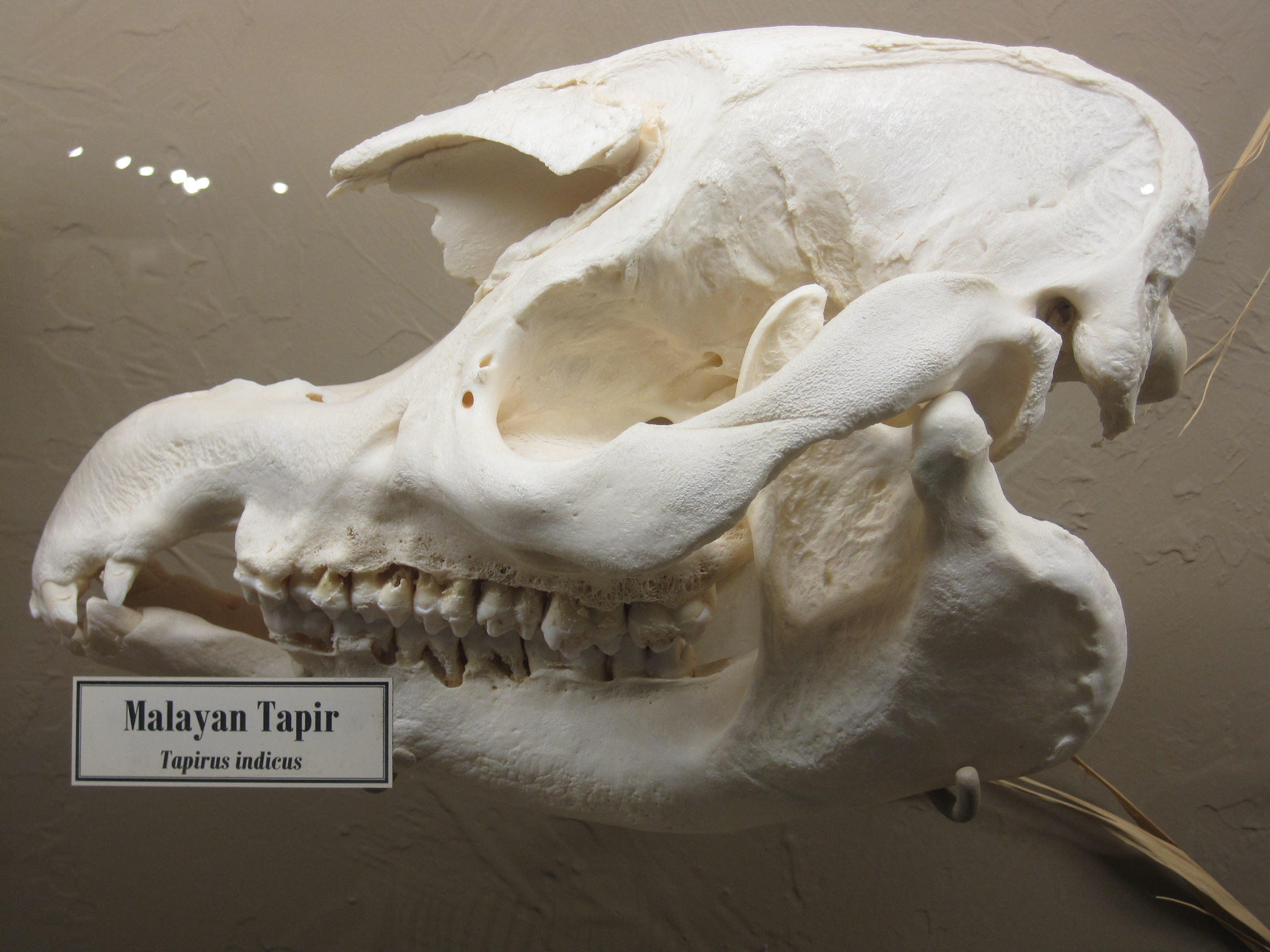
骨骼博物館所展示的馬來貘顱骨

馬來貘為中大型哺乳動物，前肢有四趾，後肢有三趾。一般而言，馬來貘體長為1.8、2.5米（5英尺11英寸、8英尺2英寸）（不含僅有5至10 cm（2.0至3.9英寸）的尾巴），站立高度有90至110 cm（2英尺11英寸至3英尺7英寸）高，成體一般重量約在250、320（550、710磅）之間，最大个体可以达到540（1,190磅）；雌性的馬來貘通常比雄性的體型來得大，身體渾圓可愛，皮厚毛硬，全身除耳朵末端以及中後段有如穿著肚兜、包著尿布的白色體毛外，其他部位皆呈黑色；這樣的體色適合用以偽裝，這樣的色塊分布使得馬來貘在躺下休息時更容易被其他動物認為是岩石而非獵物。小貘出生時，身體有條紋狀的保護色、棕毛。其貌「似豬不是豬、似象不是象」，故也有古書稱之「四不像」。馬來貘的視力不佳，但是具有良好的聽覺以及嗅覺。

## 分布和現況
馬來貘現今分布於東南亞的馬來半島、蘇門答臘、泰國、柬埔寨和緬甸，生活在低海拔的熱帶雨林。
馬來貘主要面臨的生存威脅為森林砍伐所導致的棲息地破壞，在馬來西亞及泰國，大面積的森林被砍伐並被用於種植油棕。棲地破碎化導致於2006至2010年間於馬來半島記錄到142頭馬來貘出沒於非棲息地，部分被拯救並被釋放回野外，並有15頭遭到路殺。
1994年，世界自然保護聯盟將牠們列入瀕危物種紅色名錄之中，等級是VU（即易危物種），與環尾狐猴及大白鯊等獲同級保育。在2008年的最新的紅色名錄中，馬來貘的保護狀況提高為EN，即瀕危物種。
2025年，全球各地马来貘数量仅剩不到2,500只，其中約有700-800只位于马来半岛。

## 生活史及行為

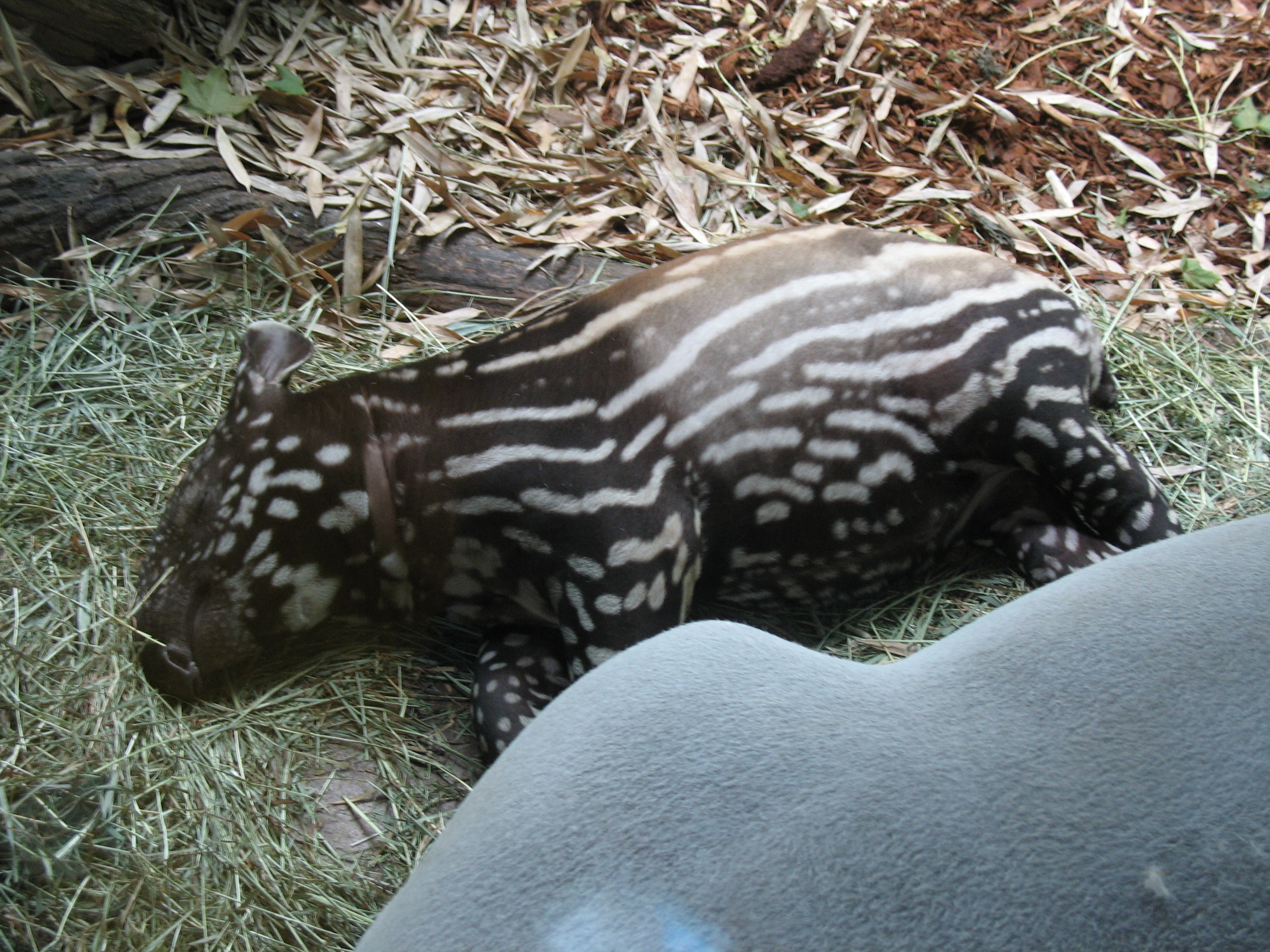
幼馬來貘

馬來貘平均壽命大約20至25年左右，但是無論是在野生還是在動物園內的，都有機會活到30歲，大約3至4歲就會發育成熟。繁殖期並不固定，大約在四個月到六個月之間；而懷孕期約為13個月，每次只生一胎，雌貘兩年才會生一胎。幼貘的哺乳期為三到六個月，出生時幼貘約6.8公斤重。
貘具有長長的鼻子，鼻子相當敏銳，可以偵測食物、危險，也可以在水裡伸出鼻子呼吸，由於視力不好，平常以聽覺及嗅覺為主，當馬來貘受到威脅時，牠可以拔腿就跑，若是跑得不夠快，還可以躲到水裡，伸出鼻子，其實牠們也可以靠有力的下顎及尖銳的牙齒來保衛自己。
平時牠們是獨居的，擁有廣大的領域，在與其牠貘相接的地帶，會以噴射尿液跟植物的方式來劃清界線，牠們也會發出高頻的聲音來做溝通；而在雨林中緩慢的步行，途經別的貘的領域時，也會留下味道以為記號。
馬來貘只吃素，喜好植物的嫩枝芽、樹葉、水果、草及水生植物，牠們的食性很廣，能吃將近一百種的植物，且主要會在晨昏時採食，因此雖分類偏向夜行性動物，卻非完全的夜行性動物，是為曙暮性動物，在深夜，馬來貘也是會睡個覺的。馬來貘喜歡在泥、沙中打滾，喜好居住在水邊，一方面方便打滾、洗澡、游泳，一方面也比較安全。

## 古代分佈和紀錄
在西漢的陵墓中有出現馬來貘遺骸，顯示其古代分佈可能曾達到中國陝西。此外，一些中國古文獻中也有提及貘，例如唐代诗人白居易有《貘屏赞》一文，部分人认为该文所说的「貘」是马来貘，因为文中说「貘者，象鼻犀目，牛尾虎足，生于南方山谷中。」符合对马来貘的描写。明代馬歡的《瀛涯勝覽·舊港國篇》（今蘇門答臘）記載：「又山產一等神獸，名曰神鹿，如巨猪，高三尺，前半截黑，後一段白花毛純短可愛。嘴如猪嘴不平，四蹄亦如猪蹄，卻有三跲。止食草木，不食葷腥。」